# Charles-François-Antoine Dufaur de Saint-Silvestre de Satillieu
Charles-François-Antoine Dufaur de Saint-Silvestre de Satillieu est un homme politique français né le 1er octobre 1752 à Satillieu (Ardèche) et décédé le 4 mai 1814 au même lieu.
Entré à l'école de génie de Metz, il en sort sous-lieutenant en 1771, et quitte l'armée comme capitaine. Il est député de la noblesse aux états généraux de 1789 pour la sénéchaussée d'Annonay. Il devient président du conseil général sous la Consulat, puis bibliothécaire de l'école centrale et du lycée, s'occupant de travaux d'histoire locale.

## Sources
- « Charles-François-Antoine Dufaur de Saint-Silvestre de Satillieu », dans Adolphe Robert et Gaston Cougny, Dictionnaire des parlementaires français, Edgar Bourloton, 1889-1891 [détail de l’édition]